# 圣若昂-内波穆塞努
圣若昂-内波穆塞努是巴西米纳斯吉拉斯州的一个市镇。总面积407.896平方公里，总人口25011人，人口密度61.3人/平方公里。